# Sandra Neilson

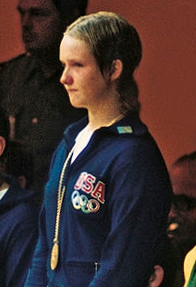
Sandra Neilson em 1972

Sandra ("Sandy") Neilson-Bell (Burbank, 20 de março de 1956) é uma ex-nadadora dos Estados Unidos, ganhadora de três medalhas de ouro nos Jogos Olímpicos de Munique 1972, com apenas 16 anos de idade.
Uma destas medalhas veio nos 100 metros livres, derrotando as favoritas Shane Gould e Shirley Babashoff.Sandra Neilson entrou no International Swimming Hall of Fame em 1986.